# Jan Zawada
Jan Zawada (6 giugno 1988) è un calciatore ceco, difensore dello Spartak Jablunkov.

## Carriera
Debutta nella Gambrinus Liga, massima divisione del campionato di calcio ceco, nel 2008-2009, giocando nel Baník Ostrava, squadra con cui disputerà anche la stagione successiva. Nel 2010-2011 passa in prestito al Viktoria Žižkov, squadra della Druhá Liga, serie cadetta ceca. Nel 2011-2012 torna nel Baník Ostrava. Nel 2014 viene ceduto in prestito al Fotbal Třinec. Nell'estate 2015 passa all'Union Neuhofen, club austriaco. Il 25 gennaio 2019 viene ingaggiato dallo Spartak Jablunkov. 